# قهرمانان من
«قهرمانان من» (فرانسوی: Mes héros‎) فیلمی فرانسوی در سبک کمدی و درام است که در سال ۲۰۱۲ منتشر شد. از بازیگران آن می‌توان به کلوویس کرنیاک، ژرار ژونیو، ژوزین بالاسکو و پیر ریچارد اشاره کرد.